# Brachymyrmex nebulosus
Brachymyrmex nebulosus es una especie de hormiga perteneciente al género Brachymyrmex, categorizada en la tribu Myrmelachistini, de la subfamilia Formicinae.

## Distribución
La especie es nativa de la región del Neotrópico. Se distribuye por América, en Costa Rica, Guatemala, Honduras y México. Se ha encontrado a altitudes de 800-1408 m s. n. m.

## Taxonomía
Fue descrita por LaPolla & Longino en 2006.